# Robin Udegbe
Robin Udegbe (* 20. März 1991 in Kiel) ist ein deutsch-nigerianischer Fußballtorhüter.

## Karriere
Robin Udegbe spielte in seiner Jugend erst beim unterklassigen TSV Russee aus Kiel, bevor er in die Jugendabteilung von Holstein Kiel und im Sommer 2007 zur B-Jugend von Fortuna Düsseldorf wechselte. Mit dieser spielte er in der U-17-Bundesliga und kam in der Saison 2007/08 zu drei Einsätzen. Nach dem Abstieg verließ Udegbe den Verein. Im Januar 2010 unterschrieb er einen Vertrag bei Rot-Weiss Essen für deren Zweite Mannschaft. Im Sommer musste er den Verein verlassen, er schloss sich im September dem Niederrheinligisten SC Düsseldorf-West an.
Im Januar 2011 wurde die Nachwuchsabteilung vom niederländischen Erstligisten VVV-Venlo auf ihn aufmerksam. Er wurde zunächst für die Zweite Mannschaft, die Jong VVV-Venlo, verpflichtet. Zu Beginn der Saison 2011/12 unterschrieb er einen Profivertrag und war hinter Dennis Gentenaar und Wilko de Vogt dritter Torwart. Aufgrund einer langwierigen Rückenverletzung Gentenaars in der Hinrunde saß Udegbe oft als Auswechselspieler auf der Bank. Am 17. Dezember 2011, dem 17. Spieltag der Saison, kam Udegbe zu seinem Profidebüt in der Eredivisie, als er im Auswärtsspiel gegen NEC Nijmegen (0:2) in der 59. Minute für den verletzten Wilko de Vogt eingewechselt wurde. Am Ende der Saison 2012/13 stieg VVV-Venlo ab, weshalb Udegbe den Verein im Sommer 2013 ablösefrei verlassen konnte. Er hielt sich anschließend bei der Vereinigung der Vertragsfußballspieler fit.
Am 16. September 2013 verpflichtete ihn der Regionalligist KFC Uerdingen 05. Sein Debüt feierte er am 24. September 2013 mit der Einwechslung im Spiel gegen die U23 von Borussia Mönchengladbach, nachdem Volkan Ünlü wegen eines Handspiels außerhalb des Strafraums in der 7. Spielminute des Feldes verwiesen worden war. Mit guten Leistungen sicherte er sich in der Folgezeit den Stammplatz im Tor.
Im März 2015 erhielt er bei Rot-Weiß Oberhausen einen Zweijahresvertrag und löste dort Philipp Kühn als Torhüter ab.
Nach 119 Ligaeinsätzen in dreieinhalb Spielzeiten als Stammtorhüter der Oberhausener kehrte Udegbe in der Winterpause der Drittligasaison 2018/19 zum Aufsteiger KFC Uerdingen zurück. Für die Krefelder kam er in den kommenden anderthalb Jahren lediglich im Niederrheinpokal zum Einsatz, sodass sein Vertrag im beiderseitigen Einvernehmen nach der Saison 2019/20 aufgelöst wurde. Daraufhin nahm ihn der Regionalligist SV Straelen unter Vertrag. Zur Saison 2022/23 kehrte Udegbe abermals zum KFC Uerdingen 05, inzwischen Oberligist, zurück. 
Udegbe ist aktuell Teil des Spielerrates bei der Vereinigung der Vertragsfußballspieler.